# Анри Бекерел
Антоан Анри Бекерел (фр. Antoine Henri Becquerel; Париз, 15. децембар 1852 — Ле Кроазик, 25. август 1908) био је француски физичар, нобеловац и један од откривача радиоактивности.
Бекерел се родио у Паризу у породици, која је заједно са њим и његовим сином дала четири генерације научника. Науку је студирао на Политехничкој школи, а инжењеринг у École des Ponts et Chaussées. Инжењер мостова и ауто-путева постао је 1894.
Радиоактивност је случајно открио проучавајући уранијумову со 1896. Проучавајући рад Вилхелма Рендгена, Бекерел је поставио фосфоресцентни минерал калијум уранил сулфат на фотографску плочу обмотану црним папиром припремајући експеримент за који му је била потребна Сунчева светлост. Али, пре самог експеримента схватио је да је фотоплоча већ била осветљена. Схватио је да осветљавање плоче има везе са фосфоресцентним минералом који је користио у експерименту, и да постоји неко зрачење које прође кроз црни папир и реагује са солима сребра на фотоплочи. Нобелову награду коју је добио 1903. поделио је са Пјером и Маријом Кири због: "изванредних услуга које је направио са открићем радиоактивности".. Академија наука га је изабрала за привременог секретара 1908, у години његове смрти. Преминуо је у Кроазику у 55. години живота.
Мерна јединица за радиоактивност, бекерел (Bq) названа је по њему; а ту су још и Бекерелови кратери на Месецу и Марсу.

## Биографија
Бекерел се родио у Паризу у породици научника, која је заједно с њим и његовим сином дала четири генерације научника. Науку је студирао у Политехничкој школи, а технику у Школи мостова и путева. Национални природњачки музеј поставио га је 1892. на катедру физике као трећег члана породице Бекерел у том музеју. Инжењер грађевинарства постао је 1894. године 1874, Хенри се оженио Луси Зои Мари Жама, која је умрла при порођају њиховог сина Жана. Године 1890, он се оженио са Луиз Дезире Лорјо.
Радиоактивност је случајно открио 1896. проучавајући фосфоресценцију уранијумских соли. Истражујући рад В. К. Рендгена, Бекерел је припремио флуоресцентни минерал калијум уранил-сулфат, фотографске плоче и црни материјал за експеримент којем је била потребна јака Сунчева светлост. Међутим, пре извођења експеримента открио је да су плоче потпуно поцрнеле као да су биле изложене сунцу. Након неколико дана поновио је експеримент, и открио да на фотографским плочама поновно остају трагови, иако није био сунчан дан. Нобелову награду коју је добио 1903. поделио је с Пјером и Маријом Кири:
"...zbog izvanrednih zasluga koje je ostvario svojim otkrićem spontane radioaktivnosti".
Француска академија наука га је изабрала за привременог секретара 1908, што је и година његове смрти. Преминуо је у Кроазик у 55. години живота.
Према њему је названа мерна јединица за радиоактивност, бекерел (Bq), а постоје и Бекерелови кратери на Месецу (Бекерел) и Марсу.

## Природна радиоактивност
Будући да је број протона у атомском језгру битан за хемијска и физичка својства неког хемијског елемента, значи да се мењањем састава атомског језгра неког атома може вршити претварање (трансмутација) једног елемента у други. Да је то збиља тако, показала је природа радиоактивних материје. Године 1896, А. Х. Бекерел је открио да из спојева метала уранијума излазе неки зраци који делују на фотографску плочу, а изазивају и јонизацију зрака. Касније су Марија Кири и њен муж Пјер Кири установили исту чињеницу код уранијевог смолинца из Јахимова у Чешкој. Они су из тог уранијевог смолинца издвојили елемент радијум који емитује много више зрака него уранијум. Ти елементи који сами од себе исијавају зраке зову се радиоактивни елементи, а сама појава природна радиоактивност. 
Из таквих радиоактивних елемената излазе три врсте зрака: алфа, бета и гама зраци. Ако се радиоактивни елемент стави у оловну посуду и зраци подвргну деловању јаког магнетског или електричног поља, и то у простору из којег је исисан ваздух, опазиће се на флуоресцентном застору њихово скретање. Сноп зрака који је веома отклоњени за једну страну јесу бета-зраци, сноп који је скренут мало слабије на другу страну јесу алфа-зраци, а трећи сноп који се не отклања зове се гама-зраци. Мерењем и испитивањем тих зрака било је утврђено да су алфа-зраци атомска језгра хелијума који се састоји од два протона и два неутрона, те према томе носе позитиван набој. Бета-зраци су сноп електрона, док су гама-зраци електромагнетни таласи, и то мање таласне дужине од рендгенских зрака. Важна је код тих зрака њихова брзина, а тиме и кинетичка енергија. Бета зраци имају брзину која се приближава брзини светлости, док је брзина алфа-зрака знатно мања и износи 15 000 000 . 
Ако се радијум стави у посуду из које је исисан ваздух, временом ће се у посуди појавити неки плин који је такође радиоактиван. Тај плин је нови хемијски елемент који се зове радон Rn. Међутим, радон касније нестане, а на зидовима посуде се таложи нека материја која је исто радиоактивна, а зове се радијум A (Ra A). Из тога излази да се код радиоактивних елемената врши стално распадање атомског језгра, те један хемијски елемент прелази у други. При томе је нарочито важно ово. Они радиоактивни елементи који емитују алфа-зраке снижавају распадањем атомску масу за 4, док се њихов редни број који карактерише њихова хемијска својства снижава за 2. Алфа-зраци су наиме позитивно набијене честице, које имају електрични набој +2 (где је e електрични набој електрона), а маса им је отприлике једнака четверострукој маси језгра водоника. Другачије је код емитовања бета-зрака који су у ствари електрони. Избацивањем једног електрона из језгра повисује се позитивни набој језгра за 1, а атомска маса се не мења. Језгро је наиме изгубило један негативни набој, те је због тога његов свеукупни позитивни набој већи за један.

## Почасти и награде
Године 1889, Бекерел је постао члан Француске академије наука. Године 1900, Бекерел је освојио Рамфордову медаљу за откриће радиоактивности уранијума и постао је официр Легије части. Берлинско-Бранденбуршка академија наука и хуманистике доделила му је 1901. године Хелмхолцову медаљу. Године 1902, изабран је за члана Америчког филозофског друштва. Године 1903, Анри је поделио Нобелову награду за физику са Пјером Кири и Маријом Кири за откриће спонтане радиоактивности. Године 1905, Америчка национална академија наука га је одликовала Барнардовом медаљом. Године 1906, Хенри је изабран за потпредседника академије, а 1908, године његове смрти, Бекерел је изабран за сталног секретара Француске академије наука. Током свог живота, Бекерел је почаствован чланством у Академији деч Линчеј и Краљевској академији у Берлину. Бекерел је изабран за страног члана Краљевског друштва (ForMemRS) 1908. Бекерел је почаствован тиме што су по њему названа многобројна и разноврсна научних открића. СИ јединица за радиоактивност, бекерел (Bq), названа је по њему. На Месецу постоји кратер назван Бекерел, а такође постоји истоимени кратер на Марсу. Минерални бекерелит на бази уранијума добио је име по Хенрију.